# Arachnidium clavatum
Arachnidium clavatum är en mossdjursart som beskrevs av Walter Douglas Hincks 1877. Arachnidium clavatum ingår i släktet Arachnidium och familjen Arachnidiidae. Arten är reproducerande i Sverige. Inga underarter finns listade i Catalogue of Life.